# Aliance pro budoucnost Kosova
Aleanca për Ardhmërinë e Kosovës (Aliance pro budoucnost Kosova) je politická strana, která kandidovala v kosovských volbách, jež se konaly 24. října 2004, původně jako koalice. Aliance tehdy obdržela 8,4 % hlasů, což ji vyneslo 9 ze 120 křesel v kosovském parlamentu. 
Koalice se skládala z následujících politických stran:
- Partia Parlamentare e Kosovës (Parlamentní strana Kosova)
- Aleanca Qytetare e Kosovës (Kosovská občanská aliance)
- Lëvizja Kombëtare për Çlirimin e Kosovës (Národní hnutí za osvobození Kosova)
- Partia e Unitetit Kombëtar Shqiptar (Strana albánské národní unie)
- Unioni Shqiptare DemoKristiane (Albánská unie křesťanských demokratů)